# Sericostachys tomentosa
Sericostachys tomentosa är en amarantväxtart som beskrevs av Ernest Friedrich Gilg och Lopr. Sericostachys tomentosa ingår i släktet Sericostachys och familjen amarantväxter. Inga underarter finns listade i Catalogue of Life.